# Глебовские

## История рода
Игнатий Глебовский владел поместьем в Рязанском уезде (1568). Ларион и Артемий Павловичи владели поместьями в Зарайском и Рязанском уездах (1590-х). 
Григорий Дмитриевич и Постник Степанович вёрстаны новичными окладами по Рязани, а Иван Петрович по Мценску (1628). Потомство Бориса Глебовского владело поместьями в Венёвском, Дедиловском, Рязанском и Тульском уездах, внесено в родословную книгу Московской губернии.
Сидору Борисовичу дано поместье отца (1658), служил по Рязани (1668), голова казаков в Венёве. Его сыновья стряпчий (1701-1709) Сафон и Михаил служили в Хлебном дворце. Иван и Леонтий Сафоновичи, как и отец, служили в Хлебном дворце. Сергей Логгинович владел поместьем в Чернском уезде (1680). Лев Фёдорович женился (1708) на каширской помещице Анне Ивановне Вечесловой.
Четыре представителя рода владели населёнными имениями (1699).

## Описание герба
В красном поле золотой хлебный сноп.
На щите дворянский коронованный шлем. Нашлемник: три страусовых пера. Намёт на щите красный, подложенный золотом. Герб рода Глебовских внесён в Часть 5 Общего гербовника дворянских родов Всероссийской империи, стр. 108.

## Известные представители
- Глебовский, Иван Елизарьевич (1734—1796/1797) — действительный статский советник, поручик правителя Санкт-Петербургской губернии.